# Maura Cossutta
Maura Cossutta (Monza, 27 luglio 1951) è una politica italiana.

## Biografia
Figlia del dirigente comunista Armando, si laureò in medicina e chirurgia ed esercitò per anni la professione di medico ematologo. Cominciò a frequentare la sezione del Partito Comunista Italiano da giovanissima e, tra la fine degli anni Sessanta e l'inizio degli Settanta, viaggiò con i "pionieri" in molti paesi del Patto di Varsavia, a volte in compagnia del padre. 
Negli anni Ottanta abbandonò il PCI, nonostante il parere contrario del celebre genitore, perché contraria al compromesso storico. Continuò a fare politica all'interno del sindacato dei medici e del movimento femminista; dopo aver avuto un figlio dalla relazione con un militante trotskista, si legò a un esponente di Lotta Continua (partito del quale fu simpatizzante per qualche anno), giornalista di Liberazione e suo attuale compagno. Successivamente tornò nel PCI poco prima che si sciogliesse, per lottare contro il progetto pidiessino di Achille Occhetto.
Nel 1991 aderì al neonato Partito della Rifondazione Comunista con cui venne eletta deputato nel 1996; nel 1998 seguì il padre nella formazione del Partito dei Comunisti Italiani. Nel 2001 confermò il suo seggio alla Camera dei deputati, in cui venne eletta con il sistema maggioritario nella circoscrizione XII (Toscana), più precisamente nel collegio 26 - Cascina; nella XIV legislatura ha fatto parte della XII commissione (Affari sociali). In vista delle elezioni politiche del 2006, la decisione di non inserirla tra i candidati del PdCI ha provocato una discussione tra il padre Armando ed Oliviero Diliberto. In seguito ha aderito all'associazione Uniti a Sinistra fondata da Pietro Folena.
Dal maggio 2006 all'aprile 2008 fu collaboratrice del Ministero della Sanità allora guidato da Livia Turco, che le diede l'incarico di revisionare le linee guida della legge sulla procreazione assistita, ossia la legge 40. In questa veste, venne fortemente criticata da 17 senatori del centrodestra che in un'interpellanza (primo firmatario Alfredo Mantovano) biasimarono le sue precedenti battaglie per una bioetica totalmente laica; per la stessa ragione Maura Cossutta ricevette invece il plauso dell'UAAR.